# Paraidya occulta
Paraidya occulta är en kräftdjursart som beskrevs av Humes och Ho 1969. Paraidya occulta ingår i släktet Paraidya och familjen Tisbidae. Inga underarter finns listade i Catalogue of Life.